# Teunom
Teunom is een plaats in de huidige provincie Atjeh in het noorden van Sumatra, Indonesië.

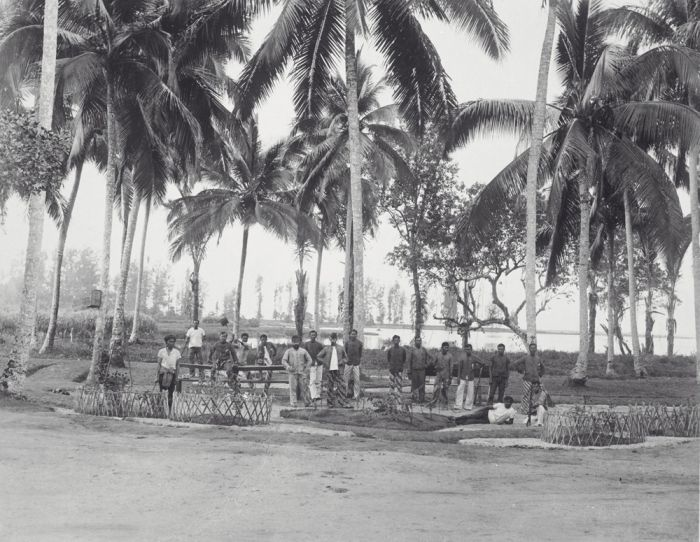
Bivak Teunom (1890-1920).